# Servando Teresa de Mier
Servando Teresa de Mier atya (teljes nevén José Servando de Santa Teresa de Mier y Noriega y Guerra; Monterrey, 1763. október 18. – Mexikóváros, 1827. december 3.) domonkos-rendi szerzetes, teológus, a mexikói függetlenségi háború támogatója volt.

## Élete
1763-ban született Monterreyben, 1779-ben Mexikóvárosba utazott és csatlakozott a Domonkos-rendhez. A Colegio de Porta Coeliben filozófiát és teológiát tanult, utóbbiból doktori fokozatot szerzett.
1794. december 12-én a városvezetés meghívására a Guadalupe-szentélyben tartott egy különös prédikációt, ahol jelen volt más magas rangú személyiségek mellett maga Miguel de la Grúa Talamanca alkirály és az érsek is. José Ignacio Borunda kreol jogász elméletét követve beszédében azt állította, a híres azték napkő hieroglifáiból kiolvasható, hogy Ketzalkóatl azonos Tamás apostollal, aki évszázadokkal a spanyol hódítás előtt a mai Mexikó területére érkezett. A prédikáció akkora felháborodást, sőt, botrányt okozott, hogy Teresa de Miert megfosztották papi tisztségétől és doktori címétől, megtiltották, hogy tanítson, és Spanyolországba száműzték.
Európai száműzetése során ide-oda vándorolt, több börtönbe is bezárták, de gyakran megszökött. 1801-ben sikerült átjutnia Franciaországba, ezután Párizsban fordítóként és spanyol nyelvtanárként dolgozott. Megismerte Simón Rodríguezt, Simón Bolívar oktatóját és Henri Grégoire püspököt is, akinek tanításai mély nyomot hagytak benne. Ezután megjárta Rómát is, ahol ismét pap lett belőle, majd visszatért Spanyolországba. Letartóztatták, de sikerült Portugáliába szöknie.
Spanyolország 1808-as francia megszállása idején a valenciai önkéntes hadtest káplánja lett. Lelkesítő beszédeket tartott és az ideiglenes kórházakban saját költségén szerezte be a szükséges gyógyszereket és ruhákat. A belchitei csatában a franciák foglyul ejtették, de zaragozai fogságából ismét megszökött, ezután pedig megfigyelőként részt vett a cádizi törvényhozás munkájában.
Miután meghallotta a mexikói függetlenségi háború kitörésének híreit, 1811 októberében José María Blanco segítségével Londonba települt át, ahol közreműködött az El Español folyóirat szerkesztésében, ezzel egy időben pedig megírta Historia de la revolución de Nueva España című munkáját a függetlenségi háború történetéről. A mű először 1813-ban jelent meg Guillermo Glindon nyomdájában.
Néhány évvel később felvette a kapcsolatot a korábban a francia megszállás ellen harcoló Francisco Xavier Minával, akit meggyőzött arról, induljanak el Új-Spanyolországba és segítsék a meggyengült függetlenségi harcosokat. 1816-ban Liverpool kikötőjéből indultak útnak néhány társukkal, majd az USA területén és a Karib-térségben egy kisebb hadsereget toboroztak maguk köré. 1817 elején érkeztek meg Soto la Marinába, ott azonban Joaquín Arredondo csapatai ismét foglyul ejtették Teresa de Miert és először a veracruzi San Juan de Ulúa-erődbe, majd az inkvizíció börtönébe zárták. Itt 18 vallomást tett, de eközben arra is kihasználta az időt, hogy előkészüljön emlékiratainak megírására. Végül vallásmegtagadás és lázító iratok terjesztése miatt elítélték, ám 1820 márciusában az események olyan fordulatot vettek, hogy az inkvizíció megszűnt, így egy másik börtönbe, majd ismét a San Juan de Ulúába zárták, mert megint Spanyolországba akarták deportálni. A havannai Morro-erődből azonban sikerült megszöknie, ezúttal az Amerikai Egyesült Államokba menekült. Philadelphiában kapcsolatba került Manuel Torresszel, akinek hatására köztársaságpártivá vált. Eközben a függetlenségét elnyerő Mexikóban megalakult az első törvényhozó kongresszus, mely távollétében Teresa de Miert választotta meg szülőföldje, Új-León képviselőjévé.
Amikor vissza akart térni Mexikóba, Veracruzban kötött ki, ám a San Juan de Ulúa-erőd még a spanyolok kezén volt, akik foglyul ejtették. Végül köztársaságpárti képviselőtársai (akik tudták, hogy Teresa de Mier is erősen bírálja Ágoston császár rendszerét) közbenjárására sikerült kiszabadulnia. Ágoston azonban feloszlatta a kongresszust és számos képviselőt, köztük Miert is bebörtönöztetett. A császár bukása és a kongresszus újjáalakulása után Mier aktív parlamenti munkába kezdett, 1824-ben pedig az államkincstár terhére életjáradékot szavaztak meg neki. Utolsó éveit a Palacio Nacionalban élte le, a Szent Domonkos-kolostorban temették el.

## Művei
Bár Teresa de Mier a fegyveres függetlenségi harcban nem vett részt, írásművei mégis nagy hatást gyakoroltak a háború résztvevőire.
A londoni El Españolban 1811 és 1812 során közölt Cartas de un americano című műve, melyben elsőként emelt szót Európában az amerikai népek függetlenségi törekvései mellett, José María Blancóval kialakult vitáján alapult. Blanco elutasította a ezeket függetlenségi küzdelmeket, a venezuelai köztársaságot pedig jakobinizmussal vádolta, Mier szerint azonban semmilyen isteni szándék nem köti össze az Ibériai-félszigetet az amerikai államokkal, a katolikus tanítás szerint pedig azonos jogok illetnek meg mindenkit, az óceán bármelyik partján éljen is. A jakobinizmus és az értelmetlen erőszak vádját is visszautasította, kifejtve, hogy Amerika népei az elnyomás és a lebecsültség ellen lázadtak fel. A Cartas részleteit az Új-Spanyolországban tevékenykedő Andrés Quintana Roo is leközölte Semanario Patriótico Americano című lapjában.
Juan López Cancelada La verdad sabida y buena fe guardada. Origen de la espantosa revolución de la Nueva España („Az ismert igazság és őrzött jóhiszeműség. Az új-spanyolországi félelmetes forradalom eredete”) című művében szintén a függetlenségi háború ellen érvelt, Mier erre válaszul alkotta meg az Historia de la revolución de Nueva España, antiguamente Anáhuac, o verdadero origen y causas de ella con la relación de sus progresos hasta el presente año de 1813 („Az új-spanyolországi, korábban anáhuaci forradalom története, avagy annak valódi eredete és ügyei, összefüggésben lefolyásával a jelenlegi 1813-as évig”) című teológiai-politikai írását. Ennek alapvetése az az állítás volt, hogy Spanyolország megszegte azt a társadalmi szerződést, melyet V. Károly spanyol király kötött a konkvisztádorokkal, és mely a spanyol királyság szerves részeként kezeli az amerikai gyarmatokat és amely az indián lakosságra is vonatkozott: alattvalóknak nyilvánította őket is, de ezért különböző mentességekért és kiváltságokért kaptak cserébe. Szerinte ez az állapot évszázadokon keresztül fennállt, és ezalatt a király személyén kívül semmi más nem kötötte össze az anyaországot az amerikai területekkel, de most, hogy a spanyol uralkodó fogságba került, Új-Spanyolországot immár semmi sem csatolja Európához, tehát el kell nyernie függetlenségét. A mű mondanivalóján alapult Simón Bolivar 1815-ben kiadott Carta de Jamaicája is és szintén a Historia játszott kulcsszerepet abban, hogy Agustín de Iturbide később a függetlenség pártjára állt. Carlos María de Bustamante ennek az alkotásnak a folytatásaként írta meg 1823 és 1846 között Cuadro histórico de la revolución de la América mexicana című művét.
1821-ben Philadelphiában megjelent Memoria político-instructivájában a frissen függetlenedett Mexikó köztársasági államformája mellett foglalt állást és elutasított minden fajta monarchiát, még az alkotmányosat is. Ugyancsak 1821-ben írta Carta de despedida a los mexicanos című művét, melyben amellett kardoskodott, hogy az ország nevét semmiképpen se írják Méjico alakban, ahogy azt 1815-ben a Spanyol Királyi Akadémia elrendelte, hanem maradjon meg a México írásmód.
Az 1823-tól kezdődő időszakban a központosított kormányzást védelmezte a szövetségi rendszerrel szemben. Az 1824-es alkotmány sem nyerte el tetszését, mert az megvalósította a szövetségi állam eszméjét, a végrehajtó hatalmat pedig a kongresszus alá rendelte. A kongresszusnak címezte Discurso sobre las profecías című munkáját, melyben a szélsőséges föderalizmus veszélyeire figyelmeztetett és megjósolta, az országban hamarosan anarchikus demagógia uralkodik el, melyet újabb katonai despotizmus követ majd.